# Cratostigma simplex
Cratostigma simplex is een zakpijpensoort uit de familie van de Pyuridae. De wetenschappelijke naam van de soort is voor het eerst geldig gepubliceerd in 1982 door Millar.